# TAP Air Portugal

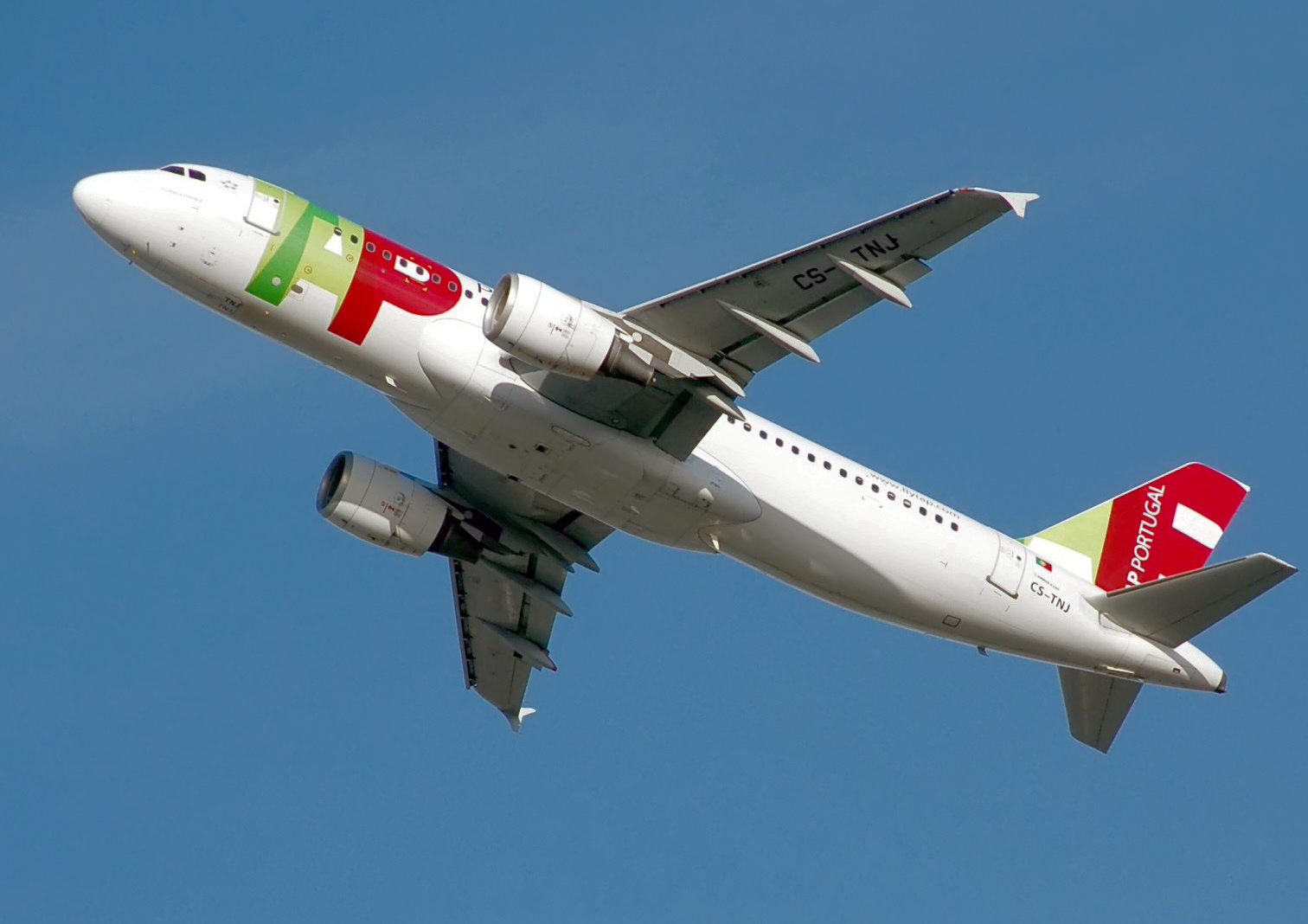
Airbus A320-200 decolând

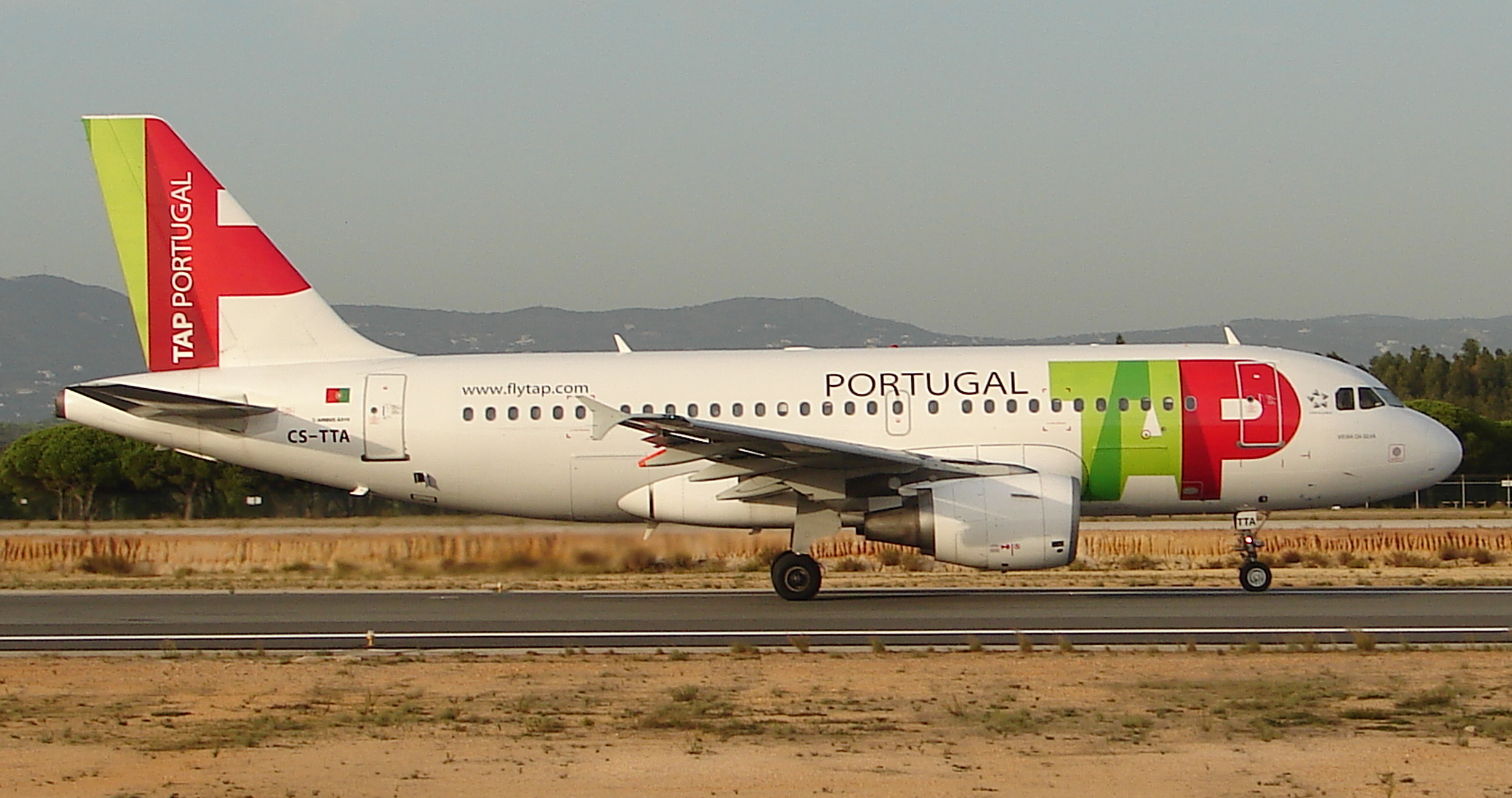
Airbus A319 în Algarve, Portugalia.

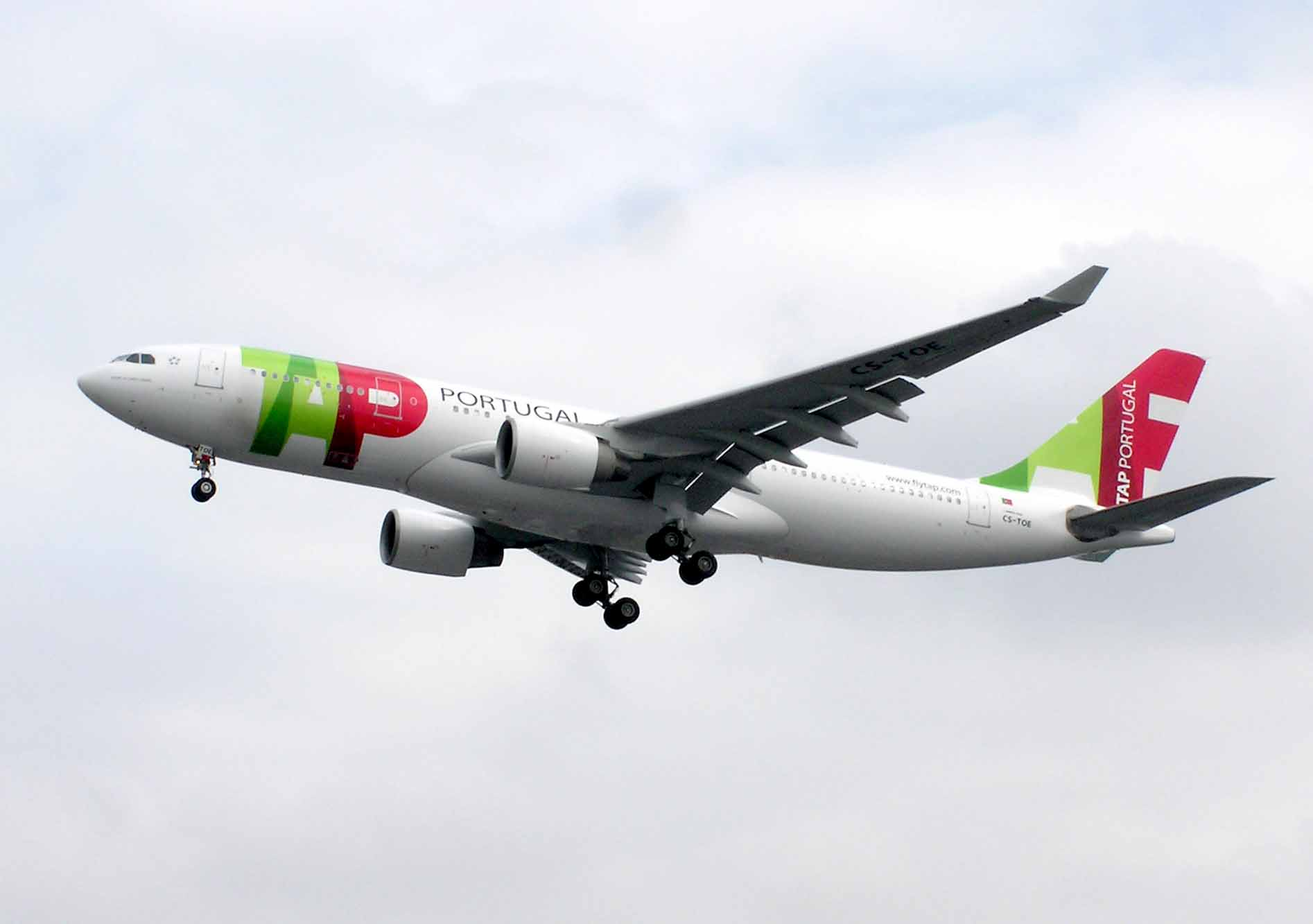
Airbus A330-200

TAP Portugal sau TAP este compania aeriană națională a Portugaliei cu baza la Lisabona, aeroportul Portela. Compania este membră a alianței aeriene Star Alliance din 14 martie 2005, în aceeași zi cu aniversarea a 60 de ani de la înființare. Rutele TAP sunt compuse din 65 de destinații în 30 de țări din toată lumea. Operează peste 1600 de zboruri săptămânale cu o flotă de 53 avioane de pasageri Airbus și alte 16 de mărfuri (cargo).

## Destinații
| Europa - Belgia - Croația - Cehia - Danemarca - Elveția - Finlanda - Franța - Germania - Italia - Luxemburg - Marea Britanie - Norvegia - Polonia - Portugalia - România - Rusia - Spania - Suedia - Țările de Jos - Ungaria | Africa - Africa de Sud - Angola - Republica Capului Verde - Guineea-Bissau - Maroc - Mozambic - São Tomé și Príncipe - Senegal | America de Sud - Brazilia - Venezuela | America de Nord - Statele Unite ale Americii |

## Flota
Flota TAP Portugal este formată din:

## Incidente și accidente
- Singurul accident în care s-au înregistrat morți a fost zborul TAP Portugal 425 din anul 1977, în care avionul a depașit capătul pistei din aeroportul Madeira[3].